# ヨハン・ベリンガー
ヨハン・ベリンガー（Johann Bartholomew Adam Beringer、1670年? - 1740年）はヴュルツブルク大学の医学教授・博物学者であったが、学者としての業績よりも18世紀に起こった化石贋作事件の被害者として知られている。

## 概要

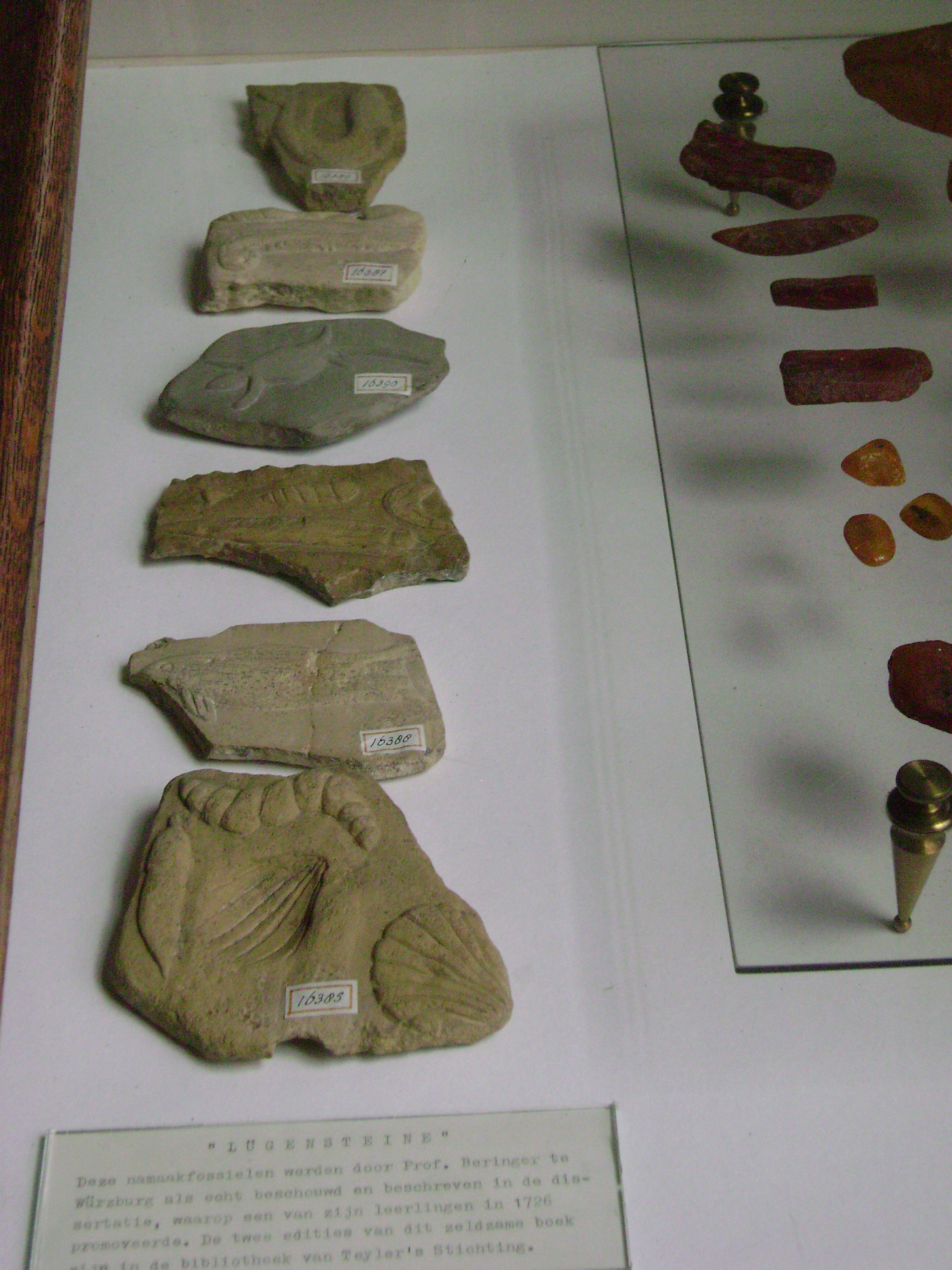
オランダのタイラース美術館に展示された、ヴュルツブルクの嘘石。

ベリンガーは、その尊大な態度に腹を立てた同僚 2人の悪意ある悪戯に騙された。地理と代数学の教授J・イグナッツ・ロデリックと大学の司書ゲオルク・ヨハン・エックハルトは石灰岩を細工してトカゲや鳥、カエル、ハチ、カタツムリ、巣を張ったクモなどの化石に似せ、さらには尾を引く彗星、三日月や顔のある太陽が輝く様子、ヤハウェを表す「YHWH」をラテン文字やアラビア文字、ヘブライ文字で刻んだ化石までも作り、ベリンガーがよく化石採集に訪れていた近郊のアイフェルシュタットの山中に埋めておいた。
化石の起源について当時は生物の痕跡か無機的な作用によるものかで決着がついていなかったため、これらの「大発見」をベリンガーは本物と信じ込み、21点の図版で紹介した『リトグラフィエ・ヴィルセブルゲンシス　Lithographiæ Wirceburgensis』（ヴュルツブルクのリトグラフ）なる著作を発表した。もっともベリンガーは独自の解釈については石のうち少数が生物の遺骸に由来するものだろうとし、あとの大部分は人々の信仰心を試すための「神の気まぐれないたずら」などとするに留め、考えられる他の可能性も提示しておくなど当時それなりに（贋物ではあったものの）厳密で科学的な検証を行っていた。有史以前の異教者たちによる彫刻とする説は、神の名を知っているはずがないとして退けている。
本の出版以前から批判も寄せられており、著書の中では「これらの輪郭は、とくに昆虫のものは確かに石の寸法にあまりにもぴったりと収まっていて、非常に注意深い彫刻家の手になるものだと言いたくなるのも無理はなく」、「鑿の痕だという明白な証拠を示しているようにも思われ」「鑿さばきを誤った痕を見つけたとか、いくつかはどう見ても紛い物だと主張するのももっともである」などと述べている。しかしこうした証拠も、「鑿が神の手によって振るわれた」という解釈をより強く確信させたにすぎなかった。
一方、悪戯の度が過ぎて収拾がつかなくなったと見るや、ロデリックとエックハルトの2人は実際に偽造してみせた石を送ってよこしたり、偽造の方法まで明かして師に警告を始めた。しかしベリンガーはこれを手柄を貶めるための中傷と考えて取り合わなかった。最後はベリンガー本人の名前が刻まれた化石が出土された事により著作を破棄するに至った。
1934年に見つかった公文書記録によると、ベリンガーの名誉毀損の刑事告訴に対して1726年4月に聴聞会の場が持たれ、（犯人の）2人はベリンガーが「我々に対しあまりにも横柄で見下した態度をとった」ため、確かにベリンガーを陥れようとしたと述べ、原告の勝訴となった。悪戯を仕掛けた2人とも名誉を失っただろうことが想像され、ロデリックはヴュルツブルクを離れざるをえなくなり、エックハルトも司書の地位を失った。
教訓話としてベリンガーは自分の名前がヘブライ文字で刻まれた石を見て贋作に気づいたとか、著作を買い戻そうとして貧困に陥ったなどの説も広く流布しているが、いずれも証拠はない。ベリンガーはその後も教職を続け、1740年に亡くなっている。死後の1767年に著作の第2版が出版され、石は「リューゲンシュタイン」（lying stones、贋作化石）として有名になり、現存するいくつかがオックスフォード大学自然史博物館に収められている。